# La Valise de Barnum
La Valise de Barnum és una pel·lícula muda francesa dirigida per Gaston Velle, produïda per Pathé Frères i estrenada el 1904.

## Trama
| « | Barnum treu cartells de la seva maleta i els disposa en un marc en l'ordre següent: Gran atracció, Miss Harrison, Champion Robinson, D'jel Roko, Little Rick, Jojo Phénomène i Rosita la dona barbuda. Després d'això, fa desaparèixer els seus ajudants passant-los per un cèrcol. | » |

## Fitxa tècnica
- Director : Gaston Velle.
- Colorat amb plantilla: taller Segundo de Chomón a Barcelona. En algunes còpies, l'única jaqueta de Barnum és de color vermell perquè el personatge destaqui.[1]
- El cartell de la pel·lícula ha estat produït per Candido de Faria, segons Vincent Lorant-Heilbronn.[2]
- La pel·lícula probablement es va rodar als estudis Pathé de Montreuil.[3] Les despeses de rodatge apareixen als comptes de Pathé per 25 de novembre de 1903 i 3 de març de 1904.[4]